# ماریس ویلیوئن
ماریس ویلیوئن (انگلیسی: Marais Viljoen; زاده ۲ دسامبر ۱۹۱۵ – درگذشته ۴ ژانویهٔ ۲۰۰۷) سیاست‌مدار اهل آفریقای جنوبی بود. وی از ۴ ژوئن ۱۹۷۹ تا ۴ سپتامبر ۱۹۸۴ رئیس‌جمهور این کشور بود.
ماریس ویلیوئن در ۴ ژانویه ۲۰۰۷، در سن ۹۱ سالگی بر اثر نارسایی قلبی درگذشت.